# Сакар (гора)
Гора Сакар — горный массив, расположенный в южной части Болгарии, недалеко от границы с Грецией и Турцией. Высота горы составляет около 1000 метров над уровнем моря. Гора известна своими живописными пейзажами, богатой флорой и фауной, а также историческими памятниками.

## География
Гора Сакар находится в юго-восточной части Болгарии, в регионе Восточных Родоп. Она занимает площадь около 160 квадратных километров. Горный массив состоит из нескольких вершин, самая высокая из которых достигает высоты 1069 метров. Склоны горы покрыты лесами, преимущественно дубовыми и буковыми.

## Флора и фауна
На горе Сакар обитает множество видов растений и животных. Здесь можно встретить редкие виды орхидей, а также эндемичные растения, характерные только для этого региона. Фауна представлена различными видами млекопитающих, птиц и рептилий. Особо стоит отметить наличие редких видов хищных птиц, таких как беркут и сокол-сапсан.

## История
Гора Сакар имеет богатую историю, которая уходит корнями в глубокую древность. На ее территории были обнаружены следы древних поселений, датируемых периодом неолита. Также здесь находятся руины средневековых крепостей и монастырей. Одним из самых известных исторических памятников является крепость Шишманово, построенная в XIII веке.

## Туризм
Гора Сакар привлекает туристов своей природной красотой и возможностью активного отдыха. Здесь проложены многочисленные пешеходные маршруты, позволяющие насладиться живописными видами и познакомиться с местной природой. Кроме того, гора популярна среди любителей горных велосипедов и скалолазания.